# OTRAG
O OTRAG, sigla para o termo em alemão Orbital Transport und Raketen AktienGesellschaft, foi uma 
empresa alemã, com sede em Stuttgart, criada pelo engenheiro aeroespacial Lutz Kaiser com assistência de 
Kurt Debus (um dos cientistas que dirigiu Peenemünde e na época trabalhava no Kennedy Space Center).
O seu objetivo, ao final da década de 1970, era desenvolver um sistema de propulsão de foguetes alternativo. A OTRAG, foi a primeira empresa privada a desenvolver um sistema de lançamento comercial. O foguete OTRAG era uma alternativa de baixo custo aos outros sistemas, através da produção em massa da sua unidade de propulsão básica: Common Rocket Propulsion Units (CRPU). 
Tendo como consultor técnico o Dr. Wernher von Braun, e devido a várias restrições na Europa, Kayser decidiu em 1975, estabelecer um centro de lançamento em Shaba, Zaire (atualmente região de Catanga na República Democrática do Congo). Os testes começaram em 1977.
Pressões políticas em relação a existência de foguetes de longo alcance de origem alemã levaram ao encerramento do projeto no início da década de 1980.
Mais recentemente, a OTRAG tem servido como consultora para a Interorbital Systems, resultando no projeto de um sistema similar chamado Neptune.

## Ligações Externas
- Space Launch Vehicles all of the World - OTRAG LV
- very explantive article about the OTRAG history (de)
- Encyclopedia Astronautica - OTRAG
- INTERORBITAL - NEPTUNE MODULAR SERIES LAUNCH VEHICLES